# Marek Ďaloga
Marek Ďaloga (* 10. března 1989, Zvolen, Československo) je slovenský hokejový obránce hrající za tým HC Kometa Brno v Tipsport extralize. S Kometou Brno získal titul mistra extraligy v sezóně 2024/25. Je také olympijským medailistou ze Zimních olympijských her 2022 v Pekingu.

## Kluby podle sezon
- 2003/2004 HK Detva
- 2004/2005 MšHK Prievidza
- 2005/2006 HKM Zvolen, HK Detva
- 2006/2007 HKM Zvolen, HK Detva
- 2007/2008 HKM Zvolen
- 2008/2009 HKM Zvolen, HK Orange 20, HK Detva
- 2009/2010 HK Spišská Nová Ves, HKM Zvolen, HK Detva
- 2010/2011 HKM Zvolen, HK Detva
- 2011/2012 HKM Zvolen
- 2012/2013 HC ČSOB Pojišťovna Pardubice
- 2013/2014 HC ČSOB Pojišťovna Pardubice , HC Lev Praha
- 2014/2015 HC Sparta Praha
- 2015/2016 Ak Bars Kazaň (Rusko) (KHL) [1]
- 2016/2017 HC Slovan Bratislava (Slovensko) (KHL)
- 2017/2018 HC Rudá hvězda Kunlun (Čína) (KHL), HC Sparta Praha
- 2018/2019 Mora IK (Švédsko)
- 2019/2020 HC Sparta Praha, Dinamo Riga
- 2020/2021 HKM Zvolen,
- 2020/2021 HC Dynamo Pardubice
- 2021/2022 HC Kometa Brno
- 2022/2023 HC Kometa Brno
- 2023/2024 HC Kometa Brno
- 2024/2025 HC Kometa Brno
- 2025/2026 HC Kometa Brno

## Reprezentace
Statistiky v reprezentaci na Mistrovstvích světa a Olympijských hrách:
| Turnaj        | Místo konání                   | Z  | G | A | B  | Umístění         | Soupisky          |
| ------------- | ------------------------------ | -- | - | - | -- | ---------------- | ----------------- |
| MS 2013       | Švédsko a Finsko               | 4  | 0 | 1 | 1  | 8. místo         | Soupiska MS 2013  |
| MS 2014       | Bělorusko                      | 7  | 1 | 3 | 4  | 9. místo         | Soupiska MS 2014  |
| MS 2015       | Česko                          | 7  | 1 | 1 | 2  | 9. místo         | Soupiska MS 2015  |
| ZOH 2018      | Jižní Korea (Pchjongčchang)    | 4  | 0 | 0 | 0  | 11. místo        | Soupiska ZOH 2018 |
| MS 2018       | Dánsko (Kodaň, Herning)        | 7  | 2 | 1 | 3  | 9. místo         | Soupiska MS 2018  |
| MS 2019       | Slovensko (Bratislava, Košice) | 2  | 0 | 0 | 0  | 9. místo         | Soupiska MS 2019  |
| MS 2021       | Lotyšsko (Riga)                | 6  | 1 | 0 | 1  | 8. místo         | Soupiska MS 2021  |
| ZOH 2022      | Čína (Peking)                  | 0  | 0 | 0 | 0  | Bronzová medaile | Soupiska ZOH 2022 |
| Celkem na MS  |                                | 33 | 5 | 6 | 11 |                  |                   |
| Celkem na ZOH |                                | 4  | 0 | 0 | 0  |                  |                   |